# Капустин Яр (село)
Капу́стин Яр — село (до 2004 — посёлок городского типа) в Ахтубинском районе Астраханской области, административный центр Капустиноярского сельсовета.
Расположено на одном из русел Ахтубы. Железнодорожная станция Разъезд 85 км на ветке Волгоград — Астрахань. Является пригородом ЗАТО Знаменск, административного центра военного полигона «Капустин Яр».
Население — 4098 (2021)

## История
История села Капустин Яр относится ко временам Степана Разина, гулявшего по Волге со своей вольницей. Подымаясь вверх по реке, он оставлял на ее берегах сторожевые посты для наблюдения и контроля за перевозкой товаров на торговых судах из Руси на Кавказ, в Среднюю Азию и в Турцию.
Для одного сторожевого поста был выбран крутой берег -Яр, с которого казаки должны были контролировать Волгу и прилегающие степи. А старшим (или главным) на посту был казак по прозвищу «Капустин».
На первом месте у Яра наши предки прожили 87 лет: с 1718 по 1805 гг. Следы этого крупного поселения у Яра, недалеко от села Колобовки, сохранились до наших дней. Место для проживания у Яра для них было неудобным и после ухода казаков они стали искать лучшее, более удобное место. Такое место они нашли около проточной речки Подстепки, недалеко от реки Ахтубы. В 1805 г. это место капустиноярцы стали застраивать домами. При этом от центра выбранного места в западную сторону строили свои дома украинские семьи, а в восточную — русские семьи.
Основано в 1805 году. До революции имело статус слободы. Слобода являлась важным торговым пунктом. Уже в середине XIX века в центре села возникли купеческие кирпичные и деревянные дома, двухэтажные и одноэтажные, с лавками и подвальными помещениями для товаров. В 1859 году в слободе Капустин Яр имелось 1003 двора, 2 православные церкви, сельское училище, проживало 3624 души мужского и 3704 женского пола.
В декабре 1929 года был образован колхоз-гигант с названием «Путь Ленина». В 1933 году на базе колхоза «Путь Ленина» было образовано 6 сельскохозяйственных колхозов и 1 рыболовецкий колхоз. В 1944—1956 годах Капустин Яр был центром района.
В годы Великой Отечественной войны из Капустина Яра было призвано более 5000 человек, из которых погиб каждый третий.
Во второй половине 50-х годов на основе колхозов, созданных в 1933 году, был образован совхоз «Капустиноярский». В 1959 году село Капустин Яр преобразовано в поселок городского типа.
Со строительством космодрома Капустин Яр посёлок превратился в спутник города Знаменск, начался отток рабочей силы и постепенное сокращение численности населения посёлка. В 2004 году Капустин Яр вновь преобразован в село.

## Общая физико-географическая характеристика
Село расположено на севере Ахтубинского района, у границы Волго-Ахтубинской поймы и полупустынных областей Прикаспийской низменности, на правом берегу одного из ериков, ответвляющихся от реки Ахтуба, на высоте 5 метров выше уровня мирового океана. Почвенный покров комплексный: распространены солонцы (автоморфные) и каштановые солонцеватые и солончаковые почвы.
По автомобильной дороге расстояние до областного центра города Астрахани составляет 350 км, до районного центра города Ахтубинска — 46 км, до ближайшего крупного города Волгограда - 110 км. На северо-западе граничит с городом Знаменск. Близ села проходит региональная автодорога Астрахань — Волжский — Энгельс — Самара.
Климат
Климат резко-континентальный, засушливый (согласно классификации климатов Кёппена-Гейгера — Dfa). Среднегодовая температура воздуха положительная и составляет + 8,4 °C, средняя температура самого холодного месяца января - 7,9 °C, самого жаркого месяца июля + 24,5 °C. Расчётная многолетняя норма осадков — 328 мм. Наименьшее количество осадков выпадает в марте-апреле (20 мм), наибольшее в июне (36 мм)
Часовой пояс
Капустин Яр, как и вся Астраханская область, находится в часовой зоне МСК+1. Смещение применяемого времени относительно UTC составляет +4:00.

## Население
| 1859 | 1939 | 1959  | 1970  | 1979 | 1989 |
| ---- | ---- | ----- | ----- | ---- | ---- |
| 7328 | 7426 | 14199 | 10188 | 8617 | 7712 |

| 2002 | 2010  | 2021  |
| ---- | ----- | ----- |
| 6506 | ↘5724 | ↘4098 |

## СМИ
Приём первого и второго мультиплексов цифрового эфирного телевидения России возможен из Знаменска. В селе на частоте 102,8 МГц вещает радиостанция «Южная Волна».

## Транспорт
Капустин Яр связан с Волгоградом и другими городами России железнодорожным и автотранспортом. Время в пути от Москвы около 13 часов. В городе имеется автовокзал и железнодорожная станция.
Действуют городские и междугородние автобусные маршруты:
- 509 Астрахань — Знаменск
- Ахтубинск — Капустин Яр

Действуют междугородние железнодорожные маршруты на станции «Капустин Яр»:
| № поезда | Маршрут движения    | № поезда | Маршрут движения   |
| -------- | ------------------- | -------- | ------------------ |
| 301С     | Волгоград — Грозный | 302Ж     | Грозный— Волгоград |

## В художественной литературе
- Светлана Василенко «Дурочка», роман.

## Известные уроженцы
- Белавин, Николай Александрович (1912 — 1993) — советский художник.
- Гришин, Дмитрий Сергеевич (р. 1978) — российский менеджер и венчурный инвестор; сооснователь и бывший председатель совета директоров VK (ранее Mail.ru Group).
- Мустафаев, Чингиз Фуад оглы (1960-1992) —азербайджанский военный корреспондент и телеведущий. Национальный герой Азербайджанской Республики (1992, посмертно). Погиб во время Первой карабахской войны (1992-1994)